# Джига (река)
Джига — малая река равнинного типа в Анапском районе Краснодарского края России. Длина реки 19 км (18 верст). Протекает через село Джигинка.

## География
Берёт начало вблизи кирпичного завода села Джигинка и протекает через всё село по улице Советская в западном направлении. От села течёт на юго-запад до Витязевского лимана и посёлка Суворов-Черкесский, затем резко поворачивает на запад. Впадает в Кизилташский лиман.

## Значение
Обеспечивает дренирование и отвод грунтовых вод в низменной части села. Река склонна к заиливанию и требует периодических работ по очищению русла. В противном случае начинается подтапливание домов на её берегах грунтовыми водами.